# Semmering-bázisalagút
A Semmering-bázisalagút, németül: Semmering-Basistunnel egy épülő, normál nyomtávolságú, 15 kV, 16 2/3Hz-cel villamosított, 27,3 km hosszú, kétcsöves vasúti alagút Ausztriábanban Gloggnitz és Mürzzuschlag között. A hivatalos alapkőletétel 2012 április 25-én történt meg, az építkezés 2014-ben indult, az alagút várható átadása 2027.
Jelenleg Gloggnitz és Mürzzuschlag között a Világörökség részét képező Semmeringi vasútvonalon közlekednek a vonatok. A hegyi vonalvezetésű kétvágányú pálya igen meredek és rengeteg szűk ív található rajta. 41 km-en, 896 méteres magasságot elérve 460 méter szintkülönbséget küzd le. A legnagyobb sebesség 60–80 km/h. Emiatt a vonatokat kettő, de néha három, esetleg több mozdony is továbbítja. Az új alagút ezt a szakaszt fogja tehermentesíteni. Jelenleg Bécs és Graz között az utazási idő 2 óra 35 perc. Az új alagúton keresztül ez jelentősen rövidül majd, a becslések szerint 1 óra 50 percre. Az áruszállításban az üzemvitel jelentősen leegyszerűsödik, elmaradhat a jelenleg szükséges toló- ill. előfogati mozdonyok alkalmazása, illetve csökken a zavarérzékenység.
Az alagútban a vonatok maximum 230 km/h sebességgel haladhatnak majd.
Az építés során 2019-ben nem várt nehézségek adódtak. Májusban Gloggnitz közelében megsüllyedt a talaj és kráter alakult ki egy erdőben, a lakóházaktól 200 m-re. Mivel a nyomvonal egyes részei 30 m mélyen haladnak beépített lakóterületek alatt eljárás indult az okok feltárására. Júliusban a fúrás olyan előre nem várt vízeret ért el, amelyet már nem tudtak tisztítással kiszivattyúzni, így napokon át milliónyi liter fehér iszapos, kimosódott víz szennyezte be a Göstritz- és Auebach patakokon át a Schwarzat. A munkákat a vizsgálatok után folytatták, de a 2024-re, majd 2026-ra kitűzött átadást 2027-re módosították. 2022-ben ismét módosult az átadási dátum 2030-ra. 2023 decemberi hírek szerint 97 százalékon tartott az alagút készültségi állapota. 2005 óta az alagút elkészüléséig a teherforgalom számottevő hányada a GYSEV magyarországi vonalain kerüli ki a meredek hegyvidéki vasutat.

## Képek

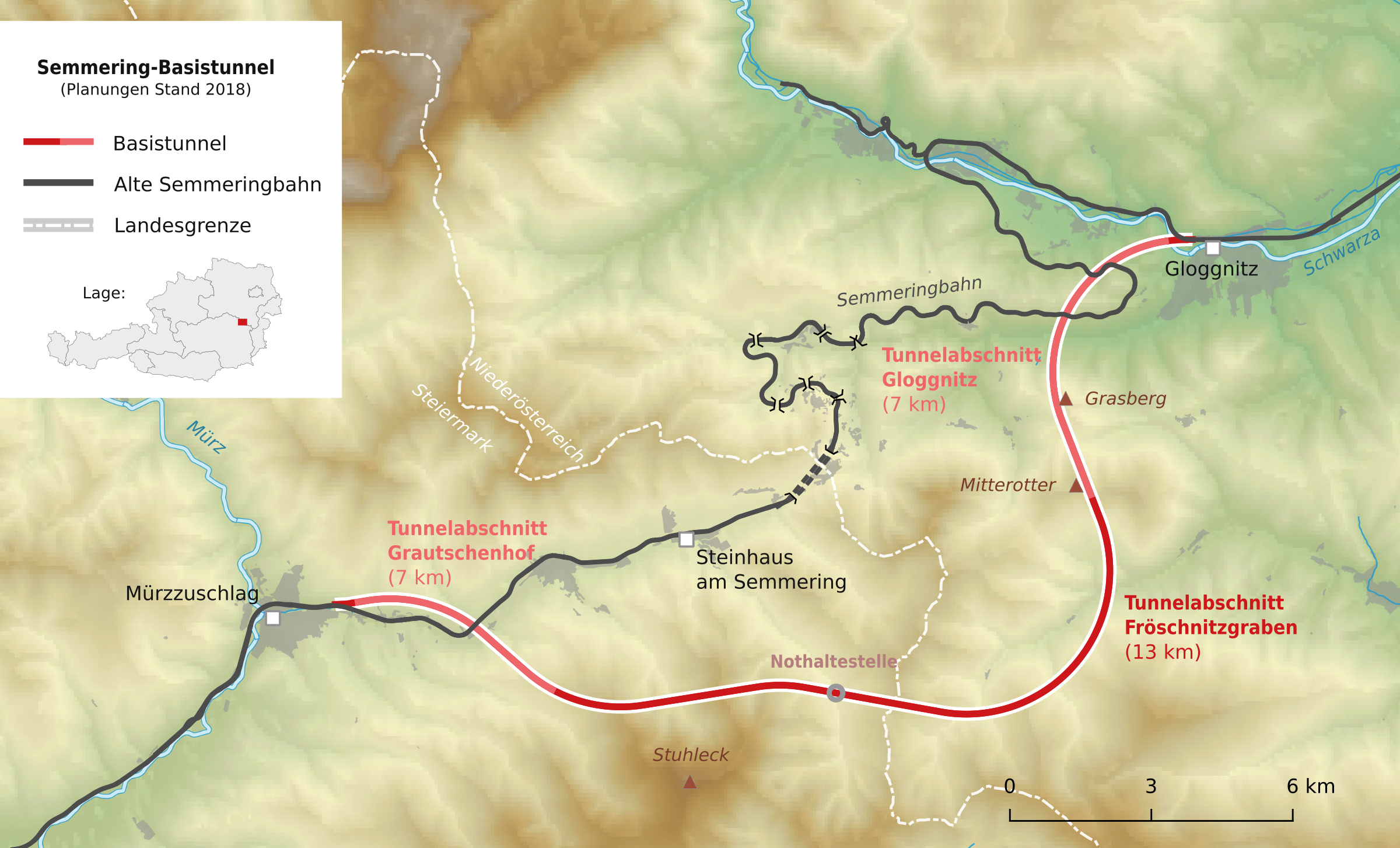
Az alagút térképvázlata
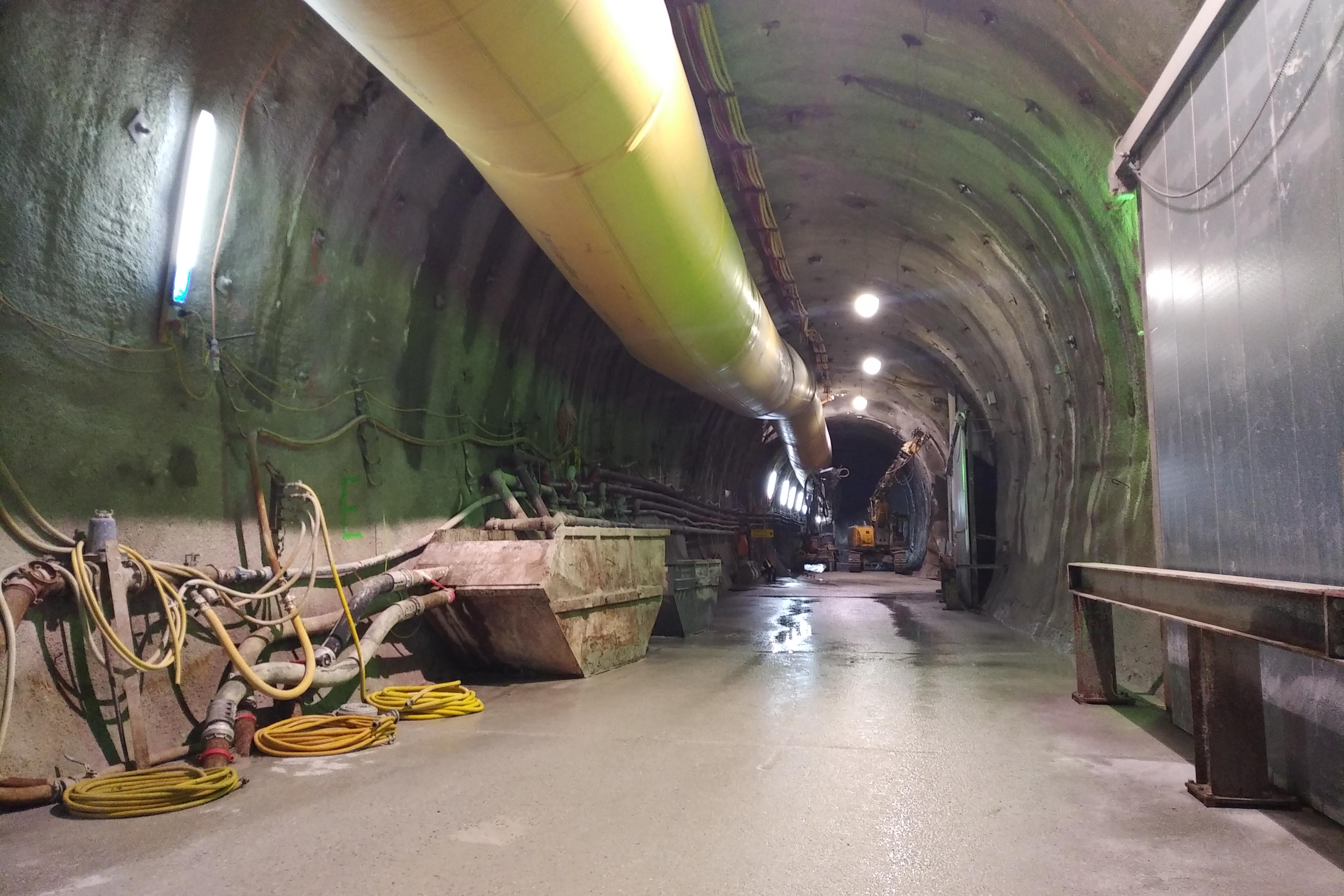
A már elkészült alagút
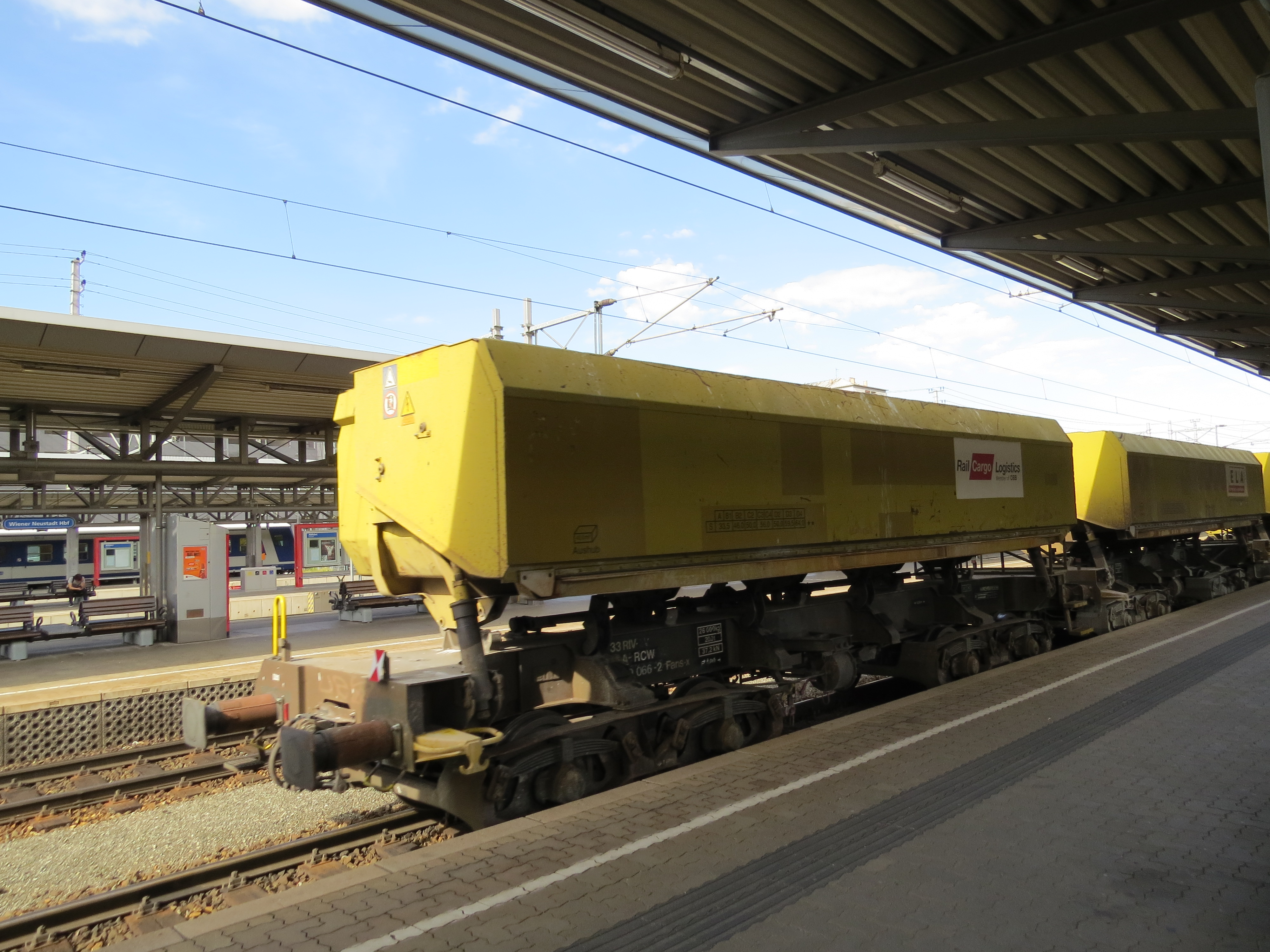
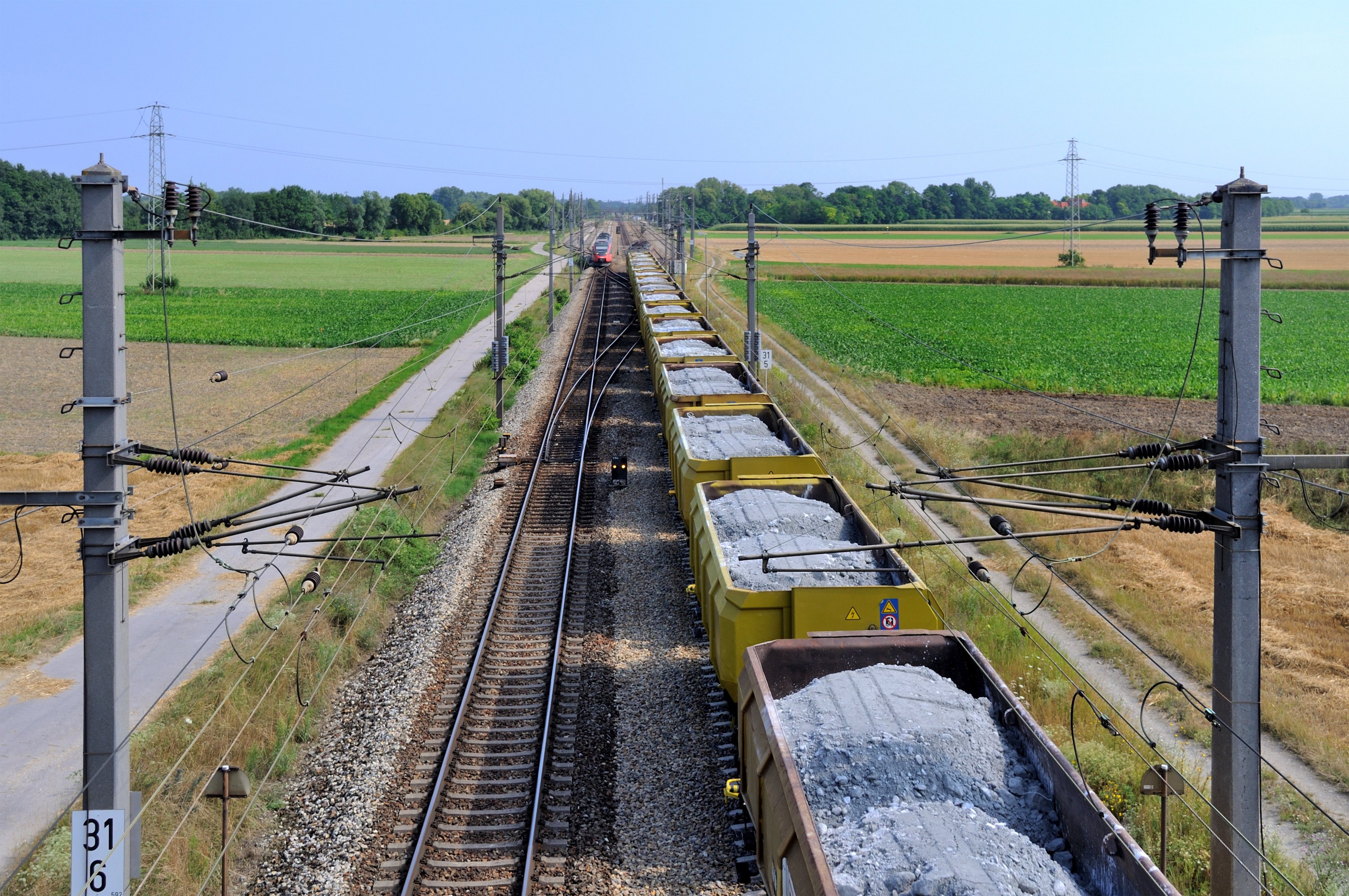
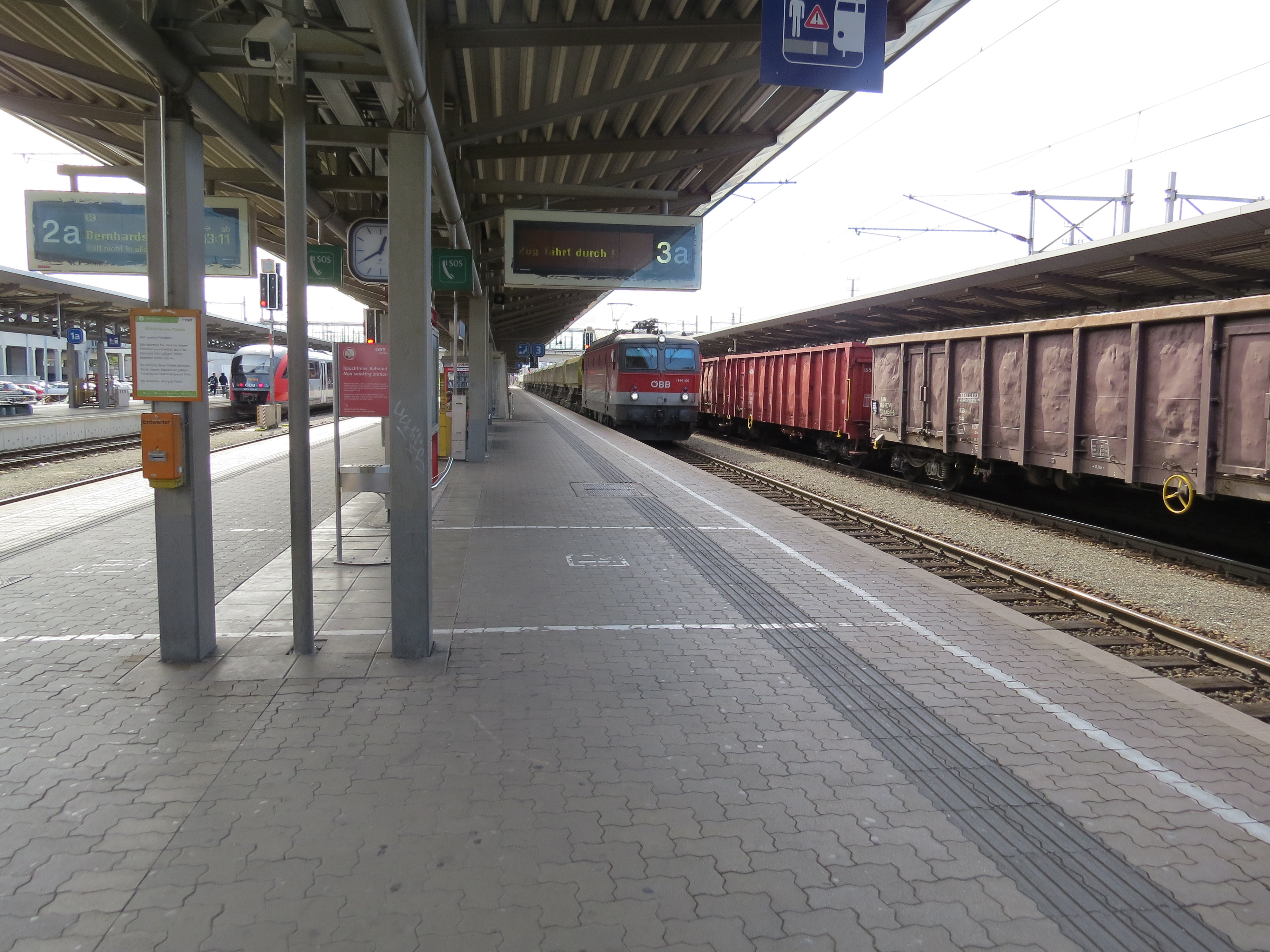